# 石硤尾大火

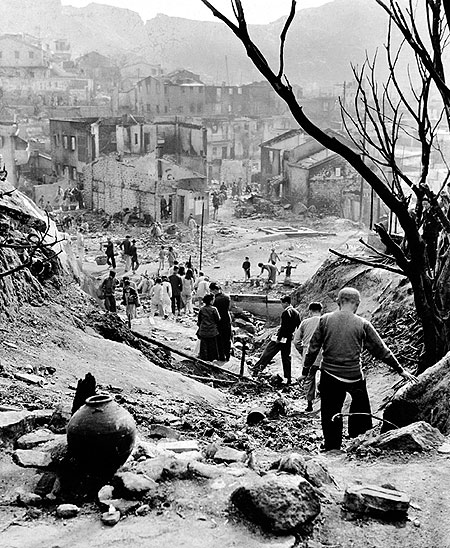
火災過後的情景

石硤尾大火是指於1953年12月25日聖誕節，在香港新九龍石硤尾木屋區發生的一場火災，受災面積達41英畝，相對於約23個足球場，近6萬名災民失去居所，這場大火最終導致了香港公共房屋的誕生。

## 背景
國共內戰前後，大批中國大陸難民湧到香港，於九龍北部山邊多處搭建木屋區，一度有近25%人口居於寮屋。由於港府在1950年代初認為湧入香港的難民，只是暫時到香港逃避中國的戰亂和動亂，並不會在香港落地生根，當中國局勢緩和後難民便會離開香港，所以港府未有主動興建大量房屋安置難民。因為香港住房不足，所以大部分難民需要用木頭、木板及鋅鐵片在山邊搭建木屋，形成雜亂無章的寮屋區。寮屋區既沒有規劃，木屋之間的通道也十分狹窄，且缺乏消防設備，又因為取水不易，一旦發生火警，火勢不易受控。因為寮屋區人煙密集，煮食的位置並沒有間隔，所以寮屋區時有火警發生，例如在1951年11月21日的九龍城東頭村大火，1953年4月24日石硤尾窩仔村又發生寮屋火警，約有百間木屋被燒毀，故居民對火警多有心理準備。每年入冬後，因為天氣轉冷，居民多會煮熱水沐浴，又因秋冬季天氣較乾燥，火警也更易發生，另外每年的中秋至下年的春節及清明，由於期間會有較多祭祀祈福的活動，火災也較常於這幾個月發生。不過，雖然火警當日是聖誕節，但是在1950年代香港的慶祝聖誕活動仍不算普及，寮屋區居民的收入水平又普遍較低，較少慶祝聖誕節，所以不會有聖誕節產生的歡愉氣氛而影響發生火警時逃生。

## 事發經過
火警在1953年12月25日聖誕節晚上發生，據後來警方調查，當晚9時30分左右，在白田村眾安道124號一間木屋2樓的單位內，有一名從事製鞋的男子，在製鞋時不慎翻倒火水燈在一桶製鞋用的膠水上，易燃的製鞋膠水被火水燈點燃，屋內三人嘗試把火弄熄，但無效，警方在晚上9時39分收到999求救電話，當時火舌已蔓延至天空。火勢在火警發生初時仍不十分猛烈，僅波及旁邊30多間房屋，鄰近的木屋會被波及也是寮屋區居民的意料之中，可是因為缺乏水源滅火，無法減緩火勢，再過不久，突然有一陣強烈及乾燥的北風吹過火場，火勢迅速擴大及向四周擴散，不足10分鐘，大火已波及數百戶木屋。晚上10時，火頭由白田村向東灣及正街蔓延，情況完全失控。
接獲火警報告後，消防處處長哥民（William James Gorman）認為事態嚴重，在晚上10時召集所有後備消防員前往災場協助灌救，又下令從香港島抽調2輛消防車，緊急由汽車渡輪運送到九龍，再開赴火場，26日凌晨1時40分再抽調多1輛。在消防員趕到初時，由於仍然有大量居民從寮屋逃生，現場十分擠迫，先要疏散居民，未能立即到發生火災的位置滅火。雖然當時有很多消防員抵達現場，但接駁水源及拖喉到火場滅火遭遇困難，火場的高溫令消防員難以靠近射水灌救，而且不斷有起火的木屋倒塌，進入火場內也有被困的可能，只能在火場的外圍阻止火勢向外蔓延。因為風向再三轉變，導致火屑四散，點燃更多木屋。到晚上11時10分，整個白田村已被焚毀，不論是木造或石造的房屋，都一律化為灰燼，火場四周一片頹垣敗瓦。由於火勢一度焚向深水埗大埔道，附近的嘉頓公司、樂都公寓和深水埗大飯店也需要戒備，準備隨時緊急撤離。火勢之後蔓延到山頂，為阻止火勢進一步蔓延到九龍仔的木屋區，造成更大災情，消防員在九龍仔的山上阻截火頭。12月26日凌晨2時30分，火勢開始受到控制，凌晨4時左右漸告熄滅。到26日日出，整個白田村寮屋區只餘下一片瓦礫，所幸的是居民在大火發生後迅速逃生，才沒有造成太嚴重的人命傷亡。
時任香港總督葛量洪向英國政府報告，指這場石硤尾大火涉及多個木屋區，包括白田上村、白田下村、石硤尾村、窩仔上村、窩仔下村及大埔村，災場廣及41英畝，即相當於164,000平方公尺。大火歷時6個小時才受控，造成3死51傷，其中一名死者死於逃生人群的人踩人，燒毀木屋2,580房，約12,000多個家庭合共58,203人頓成災民，無家可歸。

## 安置災民
大火之後，廣大的木屋區變為一片廢墟，近6萬名災民流離失所，大部分災民除了身上穿著的衣服及小量隨身物品外，其餘財物已被焚毀，連替換的衣服也沒有，超過2萬人於寒冬下露宿深水埗街頭，安置居民成為港英政府當務之急。英國政府撥款20萬英鎊予港府賑災，港英政府成立「石硤尾六村大火救災委員會」統籌善後工作，向每名災民派發三件衣服，界限街陸軍球場（今旺角大球場）被用作賑災站，駐港英軍為災民提供飯菜，及後增設臨時浴室，災民在冬天可以有熱水洗澡。港英政府為安置災民，於災場附近興建兩層高的平房，並以當時的工務司包寧命名，稱為「包寧平房」。之後在火災原址再興建29棟六至七層高H型的徙置大廈，供災民入住，就是石硤尾徙置區（今石硤尾邨），其中第9座至12座是由聯合國撥款建成。自此之後，香港的房屋政策也出現根本性的改變，政府開始興建公共房屋，作為低下階層市民的基本福利；負責興建公共房屋的香港房屋委員會前身屋宇建設委員會，以及房屋署的前身之一徙置事務處，都隨即相繼成立。

## 籌款賑災
港府及社會慈善團體在火警後，向災民派發食物及衣服等物資，慈善組織也募得善款，香港總督葛量洪夫婦、何東爵士、胡文虎等人紛紛捐助，傳媒報館也發起籌款活動救助災民，之後陸續有組織參與救濟活動。
當時正值1953年12月中至1954年1月中舉行的年度工展會，多家參展廠商在石硤尾火災後舉辦義賣籌款，包括淘化大同、利華民恤衫廠、百吉麵、靈芝藥行、白花油及唯一熱水瓶等參展商，把在工展會賣出產品的收益捐出賑災。
1954年1月17日，太極拳手吳公儀與白鶴拳手陳克夫在澳門新花園泳池比武，兩回合後裁判何賢宣判「不勝、不和、不負」，籌得27萬港元善款。

## 外部連結
- 香港木屋大火 （页面存档备份，存于）